# الحبيل (حصة)

تعديل مصدري - تعديل

الحبيل محلة تابعة لقرية حصة، التابعة لعزلة الاخماس بمديرية فرع العدين إحدى مديريات محافظة إب في الجمهورية اليمنية، بلغ تعداد سكانها 204 حسب تعداد اليمن لعام 2004.